# Els Versos Satànics

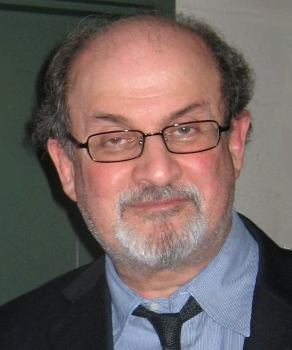
Salman Rushdie, 2008

Els Versos Satànics (en anglès The Satanic Verses) és la quarta novel·la de l'escriptor britànic-indi Salman Rushdie. Publicat per primera vegada el setembre de 1988, el llibre es va inspirar en la vida del profeta islàmic Mahoma. Igual que amb els seus llibres anteriors, Rushdie va utilitzar el realisme màgic i es va basar en esdeveniments i persones contemporanis per crear els seus personatges. El títol fa referència als versos satànics, un grup de versos alcorànics sobre tres deesses paganes de la Meca⁣: Allāt, Al-Uzza i Manāt. La part de la història que tracta dels «versos satànics» es basava en relats dels historiadors al-Waqidí i at-Tabarí.
El llibre va rebre un gran reconeixement de la crítica, va ser finalista del Booker Prize de 1988 (perdent davant l'⁣Oscar i Lucinda de Peter Carey) i va guanyar el Whitbread Award 1988 a la novel·la de l'any. Timothy Brennan va qualificar l'obra de «la novel·la més ambiciosa encara publicada per tractar l'experiència dels immigrants a Gran Bretanya».
El llibre i la seva blasfèmia percebuda es van citar com a motivació en atacs amb bombes, assassinats i disturbis extremistes islàmics i van provocar un debat sobre la censura i la violència per motius religiosos. Tement els disturbis, el govern de Rajiv Gandhi va prohibir la importació del llibre a l'Índia. L'any 1989, el líder suprem de l'Iran, Ruhollah Khomeini, va demanar la mort de Rushdie, donant lloc a diversos intents d'assassinat fallits contra l'autor, que va rebre protecció policial pel govern del Regne Unit, i atacs a persones relacionades, inclòs el traductor japonès Hitoshi Igarashi, que va morir apunyalat l'any 1991. Els intents d'assassinat contra Rushdie van continuar, inclòs un atemptat contra la seva vida l'agost de 2022.

## Argument
Els versos satànics consisteixen en un marc narratiu, utilitzant elements de realisme màgic,  entrellaçat amb una sèrie de subtrames que es narren com a visions oníriques experimentades per un dels protagonistes. La narrativa del marc, com moltes altres històries de Rushdie, inclou els indis expatriats a l'Anglaterra contemporània. Els dos protagonistes, Gibreel Farishta i Saladin Chamcha, són tots dos actors d'origen musulmà indi. Farishta és una superestrella de Bollywood especialitzada a interpretar divinitats hindús (el personatge es basa en part en les estrelles de cinema índies Amitabh Bachchan i NT Rama Rao). Chamcha és un emigrant que ha trencat amb la seva identitat índia i treballa com a artista de veu en off a Anglaterra.
Al principi de la novel·la, tots dos estan atrapats en un avió segrestat que vola des de l'Índia a Gran Bretanya. L'avió explota sobre el canal de la Mànega, però els dos se salven màgicament. En una transformació miraculosa, Farishta assumeix la personalitat de l'arcàngel Gabriel i Chamcha la d'un diable. Chamcha és arrestat i passa per la prova d'⁣abús policial com a presumpte immigrant il·legal. La transformació de Farishta es pot llegir en part a un nivell realista com el símptoma del desenvolupament de l'esquizofrènia del protagonista. 
Tots dos personatges lluiten per reconstruir les seves vides. Farishta busca i troba el seu amor perdut, l'alpinista anglès Allie Cone, però la seva relació es veu eclipsada per la seva malaltia mental. Chamcha, després d'haver recuperat miraculosament la seva forma humana, vol venjar-se de Farishta per haver-lo abandonat després de la seva caiguda comuna de l'avió segrestat. Ho fa fomentant la gelosia patològica de Farishta i destruint així la seva relació amb Allie. En un altre moment de crisi, Farishta s'adona del que ha fet Chamcha, però el perdona i fins i tot li salva la vida.
Tots dos tornen a l'Índia. Farishta llença l'Allie d'un gratacel en un altre brot de gelosia i després se suïcida. Chamcha, que no només ha trobat el perdó de Farishta, sinó també la reconciliació amb el seu pare estrany i la seva pròpia identitat índia, decideix romandre a l'Índia.

### Seqüències de somnis
Incrustat en aquesta història hi ha una sèrie de narracions de visió de somnis mig màgiques, atribuïdes a la ment de Farishta.
Una de les seqüències és una narració de ficció de la vida de Mahoma (anomenada "Mahund" o "el missatger" a la novel·la) a Jahilia. En el seu centre hi ha l'episodi dels anomenats versos satànics, en què el profeta proclama primer una revelació que requereix l'adopció de tres de les antigues divinitats politeistes, però després renuncia a això com un error induït pel Diable. També hi ha dos opositors al "Missatge": una sacerdotessa heathen, Hind, i un poeta escèptic i satíric, Baal. Quan el profeta torna triomfal a la Meca, Baal s'amaga en un prostíbul subterrani, on les prostitutes assumeixen la identitat de les dones del profeta. A més, un dels companys del profeta afirma que ell, dubtant de l'autenticitat del "missatger", ha alterat subtilment porcions de l'⁣Alcorà tal com li van ser dictades.
La segona seqüència explica la història d'Ayesha, una camperola índia que afirma estar rebent revelacions de l'arcàngel Gabriel. Ella atrau tota la seva comunitat del poble a embarcar-se en un pelegrinatge a peu a la Meca, afirmant que podran creuar el mar d'Aràbia. El pelegrinatge acaba amb un clímax catastròfic, ja que tots els creients entren a l'aigua i desapareixen, enmig de testimonis inquietants d'observadors sobre si simplement es van ofegar o si, de fet, van poder travessar el mar de manera miraculosa.
Una tercera seqüència de somnis presenta la figura d'un líder religiós expatriat fanàtic, l'"Imam", en un entorn de finals del segle XX (això, evidentment, satiritza el mateix Khomeini).

## Anàlisi i crítica literària
En general, el llibre va rebre crítiques favorables de la crítica literària. En un volum de crítiques de 2003 a la carrera de Rushdie, l'influent crític Harold Bloom va anomenar The Satanic Verses "el major assoliment estètic de Rushdie".
Timothy Brennan va qualificar l'obra de "la novel·la més ambiciosa encara publicada per tractar l'experiència dels immigrants a Gran Bretanya" que recull la desorientació onírica dels immigrants i el seu procés d'"unió per hibridació". El llibre es veu com "fonamentalment un estudi sobre l'alienació".
Muhammad Mashuq ibn Ally va escriure que "Els versos satànics tracta sobre la identitat, l'alienació, el desarrelament, la brutalitat, el compromís i la conformitat. Aquests conceptes s'enfronten a tots els migrants, desil·lusionats amb les dues cultures: la que estan i la que s'incorporen. No obstant això, sabent que no poden viure una vida en l'anonimat, fan mediació entre tots dos. Els versos satànics és un reflex dels dilemes de l'autor". L'obra és un "tot i que surrealista, un registre de la contínua crisi d'identitat del seu propi autor". Ally va dir que el llibre revela l'autor en última instància com "la víctima del colonialisme britànic del segle XIX". El mateix Rushdie va parlar confirmant aquesta interpretació del seu llibre, dient que no es tractava d'islam, "sinó de migració, metamorfosi, jos dividits, amor, mort, Londres i Bombai". També ha dit: "És una novel·la que va contenir un càstig al materialisme occidental. El to és còmic."
Després que es va desenvolupar la controvèrsia dels versos satànics, alguns estudiosos familiaritzats amb el llibre i tota l'obra de Rushdie, com MD Fletcher, van veure la reacció com a irònica. Fletcher va escriure: "Potser és una ironia rellevant que algunes de les principals expressions d'hostilitat cap a Rushdie provenien d'aquells sobre qui i (en cert sentit) per a qui va escriure". Va dir les manifestacions de la polèmica a Gran Bretanya:
| « | (anglès) embodied an anger arising in part from the frustrations of the migrant experience and generally reflected failures of multicultural integration, both significant Rushdie themes. Clearly, Rushdie's interests centrally include explorations of how migration heightens one's awareness that perceptions of reality are relative and fragile, and of the nature of religious faith and revelation, not to mention the political manipulation of religion. Rushdie's own assumptions about the importance of literature parallel the literal value accorded the written word in Islamic tradition to some degree. But Rushdie seems to have assumed that diverse communities and cultures share some degree of common moral ground on the basis of which dialogue can be pieced together, and it is perhaps for this reason that he underestimated the implacable nature of the hostility evoked by The Satanic Verses, even though a major theme of that novel is the dangerous nature of closed, absolutist belief systems. | (català) va encarnar una ira sorgida en part de les frustracions de l'experiència dels migrants i, en general, va reflectir fracassos de la integració multicultural, ambdós temes significatius de Rushdie. Clarament, els interessos de Rushdie inclouen de manera central exploracions de com la migració augmenta la consciència que les percepcions de la realitat són relatives i fràgils, i de la naturalesa de la fe i la revelació religiosa, per no parlar de la manipulació política de la religió. Les suposicions de Rushdie sobre la importància de la literatura són paral·leles al valor literal atorgat a la paraula escrita en la tradició islàmica fins a cert punt. Però Rushdie sembla haver assumit que diverses comunitats i cultures comparteixen un cert grau de base moral comú sobre la base del qual es pot construir el diàleg, i potser és per això que va subestimar la naturalesa implacable de l'hostilitat evocada per Versos satànics, tot i que un tema principal d'aquesta novel·la és la naturalesa perillosa dels sistemes de creences absolutistes tancats. | » |
| — | | |   |

Les influències de Rushdie han estat durant molt de temps un punt d'interès per als estudiosos que examinen la seva obra. Segons WJ Weatherby, les influències de The Satanic Verses van ser enumerades com James Joyce, Italo Calvino, Franz Kafka, Frank Herbert, Thomas Pynchon, Mervyn Peake, Gabriel García Márquez, Jean-Luc Godard, JG Ballard i William S. Burroughs. Segons el mateix autor, es va inspirar per escriure la novel·la amb l'obra de Mikhail Bulgakov El mestre i Margarida. Angela Carter escriu que la novel·la conté "invents com la ciutat de Jahilia, 'construïda completament amb sorra', que fa una picada d'ullet a Calvino i una picada d'ullet a Frank Herbert".
L'anàlisi de Srinivas Aravamudan de The Satanic Verses va subratllar la naturalesa satírica de l'obra i va sostenir que, si bé ella i Midnight's Children poden semblar més "èpica còmica", "clarament aquestes obres són altament satíriques" en una línia similar a la sàtira postmoderna pionera de Joseph Heller a Catch-22.
Els Versos Satànics van continuar mostrant la inclinació de Rushdie per organitzar la seva obra en termes d'històries paral·leles. Dins del llibre "hi ha grans històries paral·leles, alternant seqüències de somni i realitat, lligades pels noms recurrents dels personatges de cadascuna; això proporciona intertextos dins de cada novel·la que comenten les altres històries". Els versos satànics també exhibeixen la pràctica habitual de Rushdie d'utilitzar al·lusions per invocar enllaços connotatius. Dins del llibre, va fer referència a tot, des de la mitologia fins a "unes línies que invoquen la cultura popular recent".

## Polèmica
La novel·la ha estat acusada de blasfèmia per la seva referència als versos satànics alcorànics. El Pakistan va prohibir el llibre el novembre de 1988. El 12 de febrer de 1989, 10.000 manifestants es van reunir contra Rushdie i el llibre a Islamabad, Pakistan. Sis manifestants van morir en un atac a l'American Cultural Center i una oficina d'American Express va ser saquejada. A mesura que la violència es va estendre, es va prohibir la importació del llibre a l'Índia i va ser cremat en manifestacions al Regne Unit.
Mentrestant, la Comissió per a la Igualtat Racial i un grup de reflexió liberal, el Policy Studies Institute, van organitzar seminaris sobre l'afer Rushdie. No van convidar l'autora Fay Weldon, que es va pronunciar en contra de la crema de llibres, però sí que van convidar Shabbir Akhtar, un llicenciat en filosofia de Cambridge que va demanar "un compromís negociat" que "protegeixi la sensibilitat musulmana contra la provocació gratuïta". El periodista i autor Andy McSmith va escriure en aquell moment: "Estem assistint, em temo, al naixement d'una nova ortodòxia 'liberal' perillosament il·liberal dissenyada per acollir el doctor Akhtar i els seus amics fonamentalistes".

### Fatwa
A mitjans de febrer de 1989, després d'un violent motí contra el llibre al Pakistan, l'aiatol·là Ruhollah Khomeini, llavors líder suprem de l'Iran i erudit xiïta, va emetre una fatwa demanant la mort de Rushdie i els seus editors i va demanar que els musulmans assenyalin a aquells que poden matar-lo si no poden ells mateixos. Encara que el govern conservador britànic sota Margaret Thatcher va donar a Rushdie protecció policial les 24 hores del dia, molts polítics d'ambdós bàndols eren hostils a l'autor. El diputat laborista britànic Keith Vaz va liderar una marxa per Leicester poc després de ser elegit el 1989 demanant la prohibició del llibre, mentre que el polític conservador Norman Tebbit, l'antic president del partit, va qualificar Rushdie d'un "vià excepcional" la "vida pública" del qual ha estat un registre d'actes menyspreables de traïció a la seva educació, religió, llar d'adopció i nacionalitat".
El periodista Christopher Hitchens va defensar amb fermesa Rushdie i va instar els crítics a condemnar la violència de la fatwa en comptes de culpar la novel·la o l'autor. Hitchens considerava que la fatwa era el tret inicial d'una guerra cultural contra la llibertat.
Malgrat una declaració conciliadora de l'Iran el 1998 i la declaració de Rushdie que deixaria de viure amagat, l'agència de notícies estatal iraniana va informar el 2006 que la fatwa es mantindria permanentment, ja que la fatawa només pot ser rescindida per la persona que la va emetre per primera vegada i Khomeini havia mort des de llavors.

### Violència, assassinats i intents d'assassinat
Hitoshi Igarashi, el traductor del japonès de Rushdie, va ser trobat per una dona de la neteja, apunyalat fins a la mort el 13 de juliol de 1991 al campus universitari on feia classes prop de Tòquio. Deu dies abans de l'assassinat d'Igarashi, el traductor italià de Rushdie, Ettore Capriolo, va ser greument ferit per un atacant a casa seva a Milà per ser apunyalat diverses vegades el 3 de juliol de 1991. William Nygaard, l'editor noruec de The Satanic Verses, va resultar greument ferit en rebre tres trets a l'esquena per un agressor l'11 d'octubre de 1993 a Oslo. Nygaard va sobreviure, però va passar mesos a l'hospital recuperant-se. El traductor turc del llibre Aziz Nesin va ser l'objectiu previst d'una multitud d'incendis que van incendiar l'hotel Madimak després de les oracions del divendres el 2 de juliol de 1993 a Sivas, Turquia, i van matar 37 persones, la majoria erudits alevís, poetes i músics. Nesin va escapar de la mort quan la multitud fonamentalista no el va reconèixer al principi de l'atac. Coneguda com la massacre de Sivas, és recordada pels turcs alevís que es reuneixen a Sivas anualment i celebren marxes silencioses, commemoracions i vetlles pels assassinats.
El setembre de 2012, Rushdie va expressar el dubte que The Satanic Verses es publiqués avui a causa d'un clima de "por i nerviosisme".
El març de 2016, PEN America va informar que la recompensa per la fatwa de Rushdie es va recaptar en 600.000 dòlars (430.000 £). Els principals mitjans iranians van aportar aquesta suma, sumant-se als 2,8 milions de dòlars existents que ja s'ofereixen. En resposta, l'Acadèmia Sueca, que atorga el Premi Nobel de Literatura, va denunciar la condemna a mort i la va qualificar de "greu violació de la llibertat d'expressió". Aquesta era la primera vegada que comentaven el tema des de la seva publicació.
El 12 d'agost de 2022, Rushdie va ser atacat a l'escenari mentre parlava en un acte de la Institució Chautauqua. Un testimoni va dir que Rushdie va ser apunyalat diverses vegades i tenia una ferida al costat dret del coll, que va provocar una gran pèrdua de sang. Els informes poc després de l'apunyalament van dir que Rushdie havia patit danys nerviosos a un braç, danys al fetge, greus lesions a un ull i una gran pèrdua de sang, i respirava amb l'ajuda d'un ventilador. L'agressor va ser detingut immediatament. Va ser acusat de temptativa d'homicidi i agressió, declarant-se innocent i va ser detingut a presó. El 14 d'agost, Rushdie estava fora del ventilador i podia parlar.